# رنه دو سوسور
رنه دو سوسور (به فرانسوی: René de Saussure) (زادهٔ ۱۷ مارس ۱۸۶۸ – درگذشتهٔ ۲ دسامبر ۱۹۴۳) یک اسپرانتیست و پروفسور ریاضیات (او در ۱۸۹۵ تز دکتری خود در زمینهٔ هندسه را در ژنو ارائه کرد) سویسی بود. او کارهای فراوانی در زمینهٔ اسپرانتو و مطالعات بینازبانی از زاویهٔ دید زبان‌شناسی انجام داد. او در ژنو سویس زاده شده بود. شاهکار او ارائهٔ تحلیلی از منطق ساختار واژه در اسپرانتو، Fundamentaj reguloj de la vortteorio en Esperanto ("قواعد بنیادین نظریهٔ واژه در اسپرانتو")، بود که در آن از زبان در برابر منطق‌های ایدویی محافظت کرد.
رنه برادر زبان‌شناس مشهور، فردینان دو سوسور و لئوپولد دو سوسور، دانشمند حوزهٔ ستاره‌شناسی باستانی چینی بود. پدر او دانشمند مشهور، هنری لوئیس فردریک دو سوسور بود.